# Merops malimbicus
Merops malimbicus е вид птица от семейство Meropidae.

## Разпространение
Видът е разпространен в Ангола, Бенин, Буркина Фасо, Габон, Гана, Екваториална Гвинея, Република Конго, Демократична република Конго, Нигерия и Того.